# Parc internacional de la pau Waterton-Glacier
El Parc Internacional de la pau Waterton-Glacier és un parc de la pau internacional, el seu nom sorgeix de la unió del Parc Nacional dels Llacs Waterton al Canadà i del Parc Nacional de les Glaceres als Estats Units. Tots dos parcs són considerats com a Reserves de la Biosfera per la UNESCO i la seva unió ha estat inscrita a la llista del Patrimoni de la Humanitat de la UNESCO des de l'any 1995.
La unió dels parcs s'ha aconseguit gràcies als esforços dels membres de Rotary International d'Alberta i Montana, el 18 de juny de 1932.En aquesta categoria també s'hi troba el Parque Internacional La Amistad que comparteixen Costa Rica i el Panamà.
Els visitants han de tenir en compte que els dos parcs s'administren per separat i tenen entrades independents.